# Maswerk

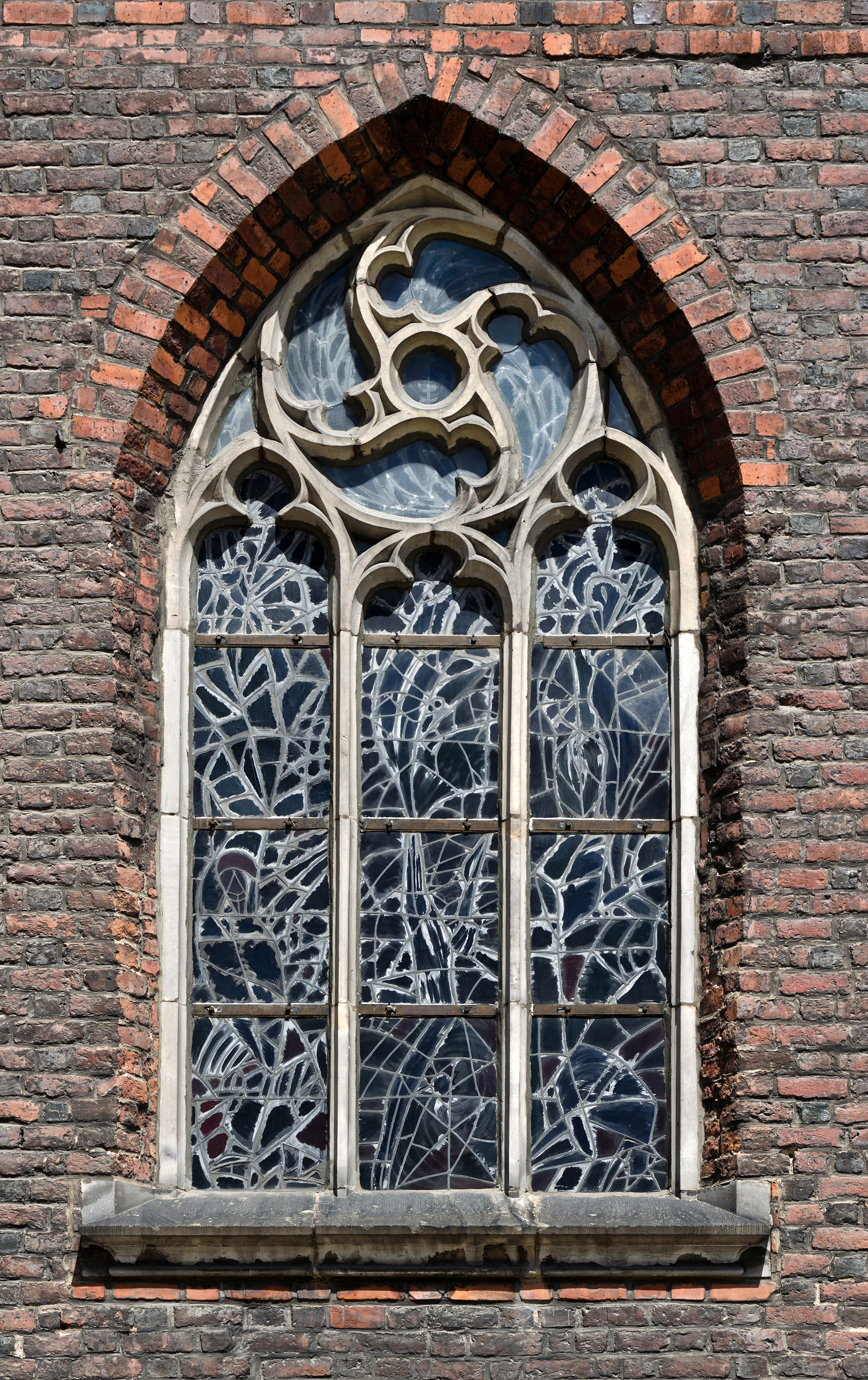
Maswerk z motywem rybiego pęcherza

Maswerk (z niem. Maßwerk) – dekoracyjny, geometryczny wzór architektoniczny odkuty z kamienia lub zrobiony z cegieł, używany do wypełnienia górnej części gotyckiego okna, przeźrocza, rozety itp. Występuje także jako dekoracja ścian, murów, wimperg, blend - taki element jest nazywany ślepym maswerkiem.
Maswerkowi towarzyszy często laskowanie – dekoracja złożona z wąskich, pionowych prętów (lasek) o zróżnicowanym profilu, wypełniających otwór drzwiowy, okienny lub blendę, połączonych w części górnej łukami.

## Historia
Pierwszy maswerk pojawił się w kaplicach katedry Notre Dame w Reims – maswerk geometryczny (ok. 1230). Z czasem maswerki stawały się coraz bardziej ażurowe, a elementy geometryczne w nich zastosowane coraz bardziej skomplikowane. Początkowo była to kombinacja kół, sześcioliści, łuków ostrych. W gotyku dojrzałym i późnym zaczęto stosować motyw rybiego pęcherza oraz cztero- i trójliścia.